# Pintura al temple

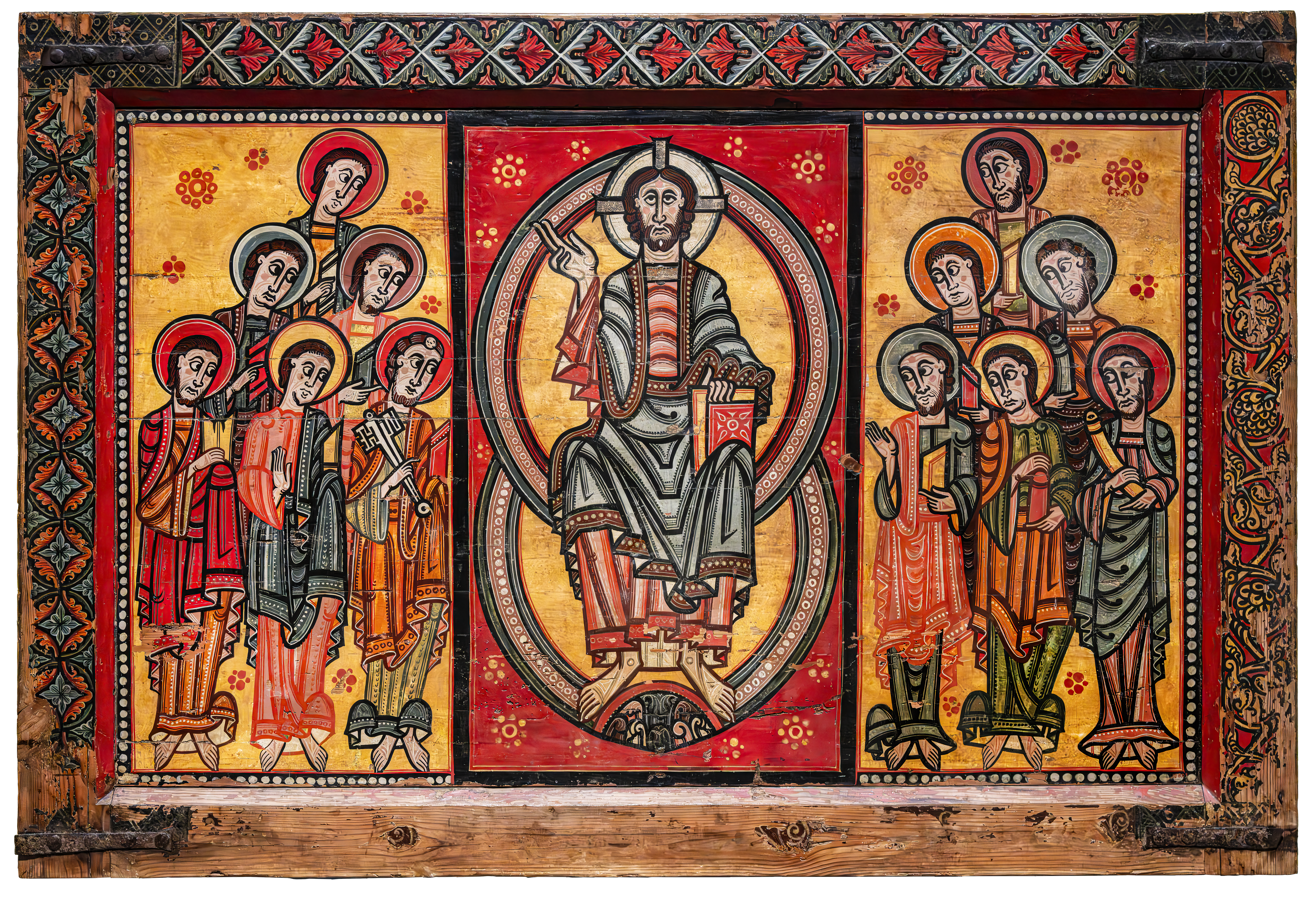
Frontal de altar pintado al temple sobre tabla, autor anónimo,, procede de la Seo de Urgel, actualmente en el Museo Nacional de Arte de Cataluña (MNAC).

La pintura al temple, también conocida como témpera, es una técnica de pintura en la que el disolvente del pigmento es el agua y el aglutinante (también denominado temple o engrosador) algún tipo de grasa animal, glicerina, yema de huevo, caseína, otras materias orgánicas o goma. Históricamente, la pintura al temple es característica de la Edad Media europea, una técnica muy utilizada en los estilos románico y gótico en el occidente europeo, y también  en los iconos bizantinos y ortodoxos, en Europa Oriental.

## Historia
La pintura al temple es la técnica pictórica más antigua que se conoce. Ha sido usada desde la decoración de sarcófagos del antiguo Egipto. Muchos de los retratos de las momias de El Fayum parecen recurrir a dos técnicas distintas: los pintados a la encáustica sobre paneles finos de madera de cítricos y los pintados al temple en tablas de roble más gruesas. También se han usado técnicas relacionadas en pinturas de la antigua India y en la India del inicio del medievo en cuevas y en templos tallados en piedra. Se crearon obras de arte de gran calidad con la técnica de pintura al temple en las Cuevas Bagh entre los siglos IV-X a. C y el siglo VII d. C. en el asentamiento rocoso de Ravan Chhaya, Orissa. La técnica ya era conocida por el mundo clásico, donde parece que se desarrolló desde la pintura encáustica y fue el principal medio usado en pintura de tabla e iluminación de manuscritos en el mundo 
bizantino y en el medievo y Renacimiento europeos. Por ejemplo, todas las pinturas sobre tabla conservadas de Miguel Ángel son de temple al huevo.
Los materiales y métodos de trabajo de temple al huevo durante el Renacimiento son descritos por Cennino Cennini (1370-1440) un pintor italiano cuya formación se hereda desde el estudio del pintor Giotto (1266 / 7- 1337). Cennini, en lo que se conoce, fue el primero en escribir extensamente acerca de temple al huevo. Su tratado El libro del arte se mantiene en forma impresa y es comúnmente leído por pintores contemporáneos que usan la técnica de pintura al temple.
La pintura al óleo, originada en Afganistán entre los siglos V y IX, migró hacia el oeste en la Edad Media eclipsando con el tiempo a la pintura al temple. El óleo reemplazó a la pintura al temple como principal medio artístico durante el siglo XV en las obras de los primitivos flamencos. Alrededor del año 1500, reemplazó a la pintura al temple en Italia. En los siglos XIX y XX ha habido resurgimientos intermitentes de la pintura al temple en el arte occidental, entre los prerrafaelistas, realistas sociales y otros. La pintura al temple se sigue usando en Rusia y Grecia donde es el medio requerido para los iconos ortodoxos.

## Técnica

### Temple de huevo
La forma más común de la pintura clásica al temple es el temple de huevo. En esta técnica solo se suele utilizar el contenido de la yema del huevo. La clara y la membrana de la yema se descartan (la membrana de la yema se coloca en un recipiente y se perfora para drenar el líquido del interior). La mezcla de la pintura tiene que ser constantemente ajustada para mantener un balance entre grasa y agua, ajustando la consistencia con agua y yema. Cuando la pintura se seca, el artista añade más agua para mantener la consistencia y equilibrar el espesamiento de la yema en contacto con el aire.
La yema de huevo contiene tanto lípidos como proteínas. Cuando la pintura al temple de huevo se seca, estos componentes se reticulan para formar una red polimérica que adhiere los pigmentos de color a la superficie preparada. El agua es simplemente un diluyente que ayuda a humedecer los pigmentos, diluir la yema de huevo a la adecuada consistencia, y facilitar su aplicación sobre el soporte. Los diferentes pigmentos van a necesitar de cantidades diferentes de agua para alterar sus cualidades de manejo y transparencias.

### Pintura al temple grasa
Añadiendo aceite en proporción de no más de 1:1 con la yema se produce un medio soluble en agua con muchos de los efectos de color del óleo, aunque no se puede pintar densamente.

### Pigmentos
Algunos de los pigmentos usados por pintores medievales, como el bermellón (hecho de cinabrio, un mineral de mercurio), son altamente tóxicos. La mayoría de artistas modernos usan pigmentos sintéticos, que son menos tóxicos pero tienen propiedades de color similares a los pigmentos antiguos. Aun así, muchos (si no casi todos) pigmentos modernos son peligrosos si no se toman las precauciones adecuadas, lo que incluye guardarlos húmedos para evitar respirar su polvo.

## Aplicación
La pintura al temple se seca rápido. Normalmente se aplica en capas finas, semi-opacas o transparentes. Permite gran precisión cuando se usa con técnicas tradicionales que requieren la aplicación de pequeñas y numerosas pinceladas aplicadas  con la técnica del achurado. Una vez seco, produce un acabado fino y mate. Como no puede ser aplicada en capas gruesas como el óleo, la pintura al temple rara vez tiene la profundidad de color y la saturación a la que el óleo puede llegar. En este respecto, los colores de una témpera sin barnizar se asemejan al pastel, aunque el color depende de si se aplica un barniz. Por otro lado, los colores de la pintura al temple no cambian a lo largo del tiempo, mientras que el óleo se oscurece, amarillea y se transparenta con el paso del tiempo.

## Soporte

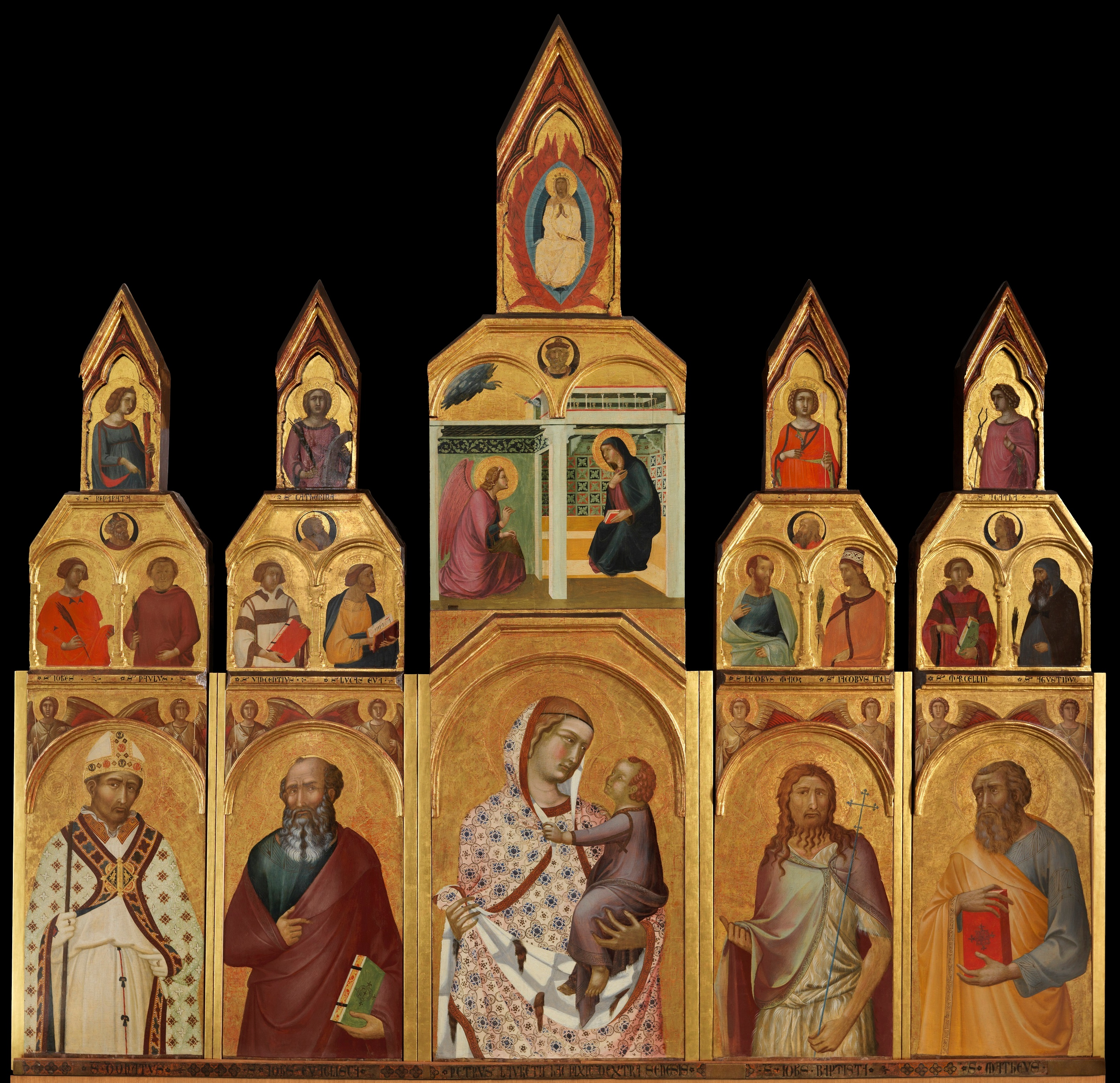
Políptico Tarlati de Pietro Lorenzetti, pintura al temple y oro sobre tabla, 1320.

La pintura al temple se adhiere mejor a un soporte absorbente que tenga menor contenido en aceite que el aglutinante usado para la mezcla (la regla tradicional es "graso sobre magro", y nunca al revés). El fondo usado tradicionalmente es gesso italiano y el soporte suele ser más bien rígido. Históricamente se usaron soportes de paneles de madera y más recientemente se están usando masonita sin templar y compuestos modernos. También se suele usar papel grueso.

## Evolución de su uso
Abandonada progresivamente en el Renacimiento tardío y el Barroco, fue recuperada ya en el siglo xix por pintores como William Blake, o escuelas como los Nazarenos y los Prerrafaelitas. Entre los pintores europeos que trabajaron con temple se podría citar a Giorgio de Chirico, Otto Dix, Eliot Hodgkin, y Pyke Koch; o a estadounidenses como Andrew Wyeth, o John Schoenherr, recordado por la portada de Dune. Robert Clinch, un pintor australiano, es conocido por sus obras de realismo en temple de huevo.

## Tipología

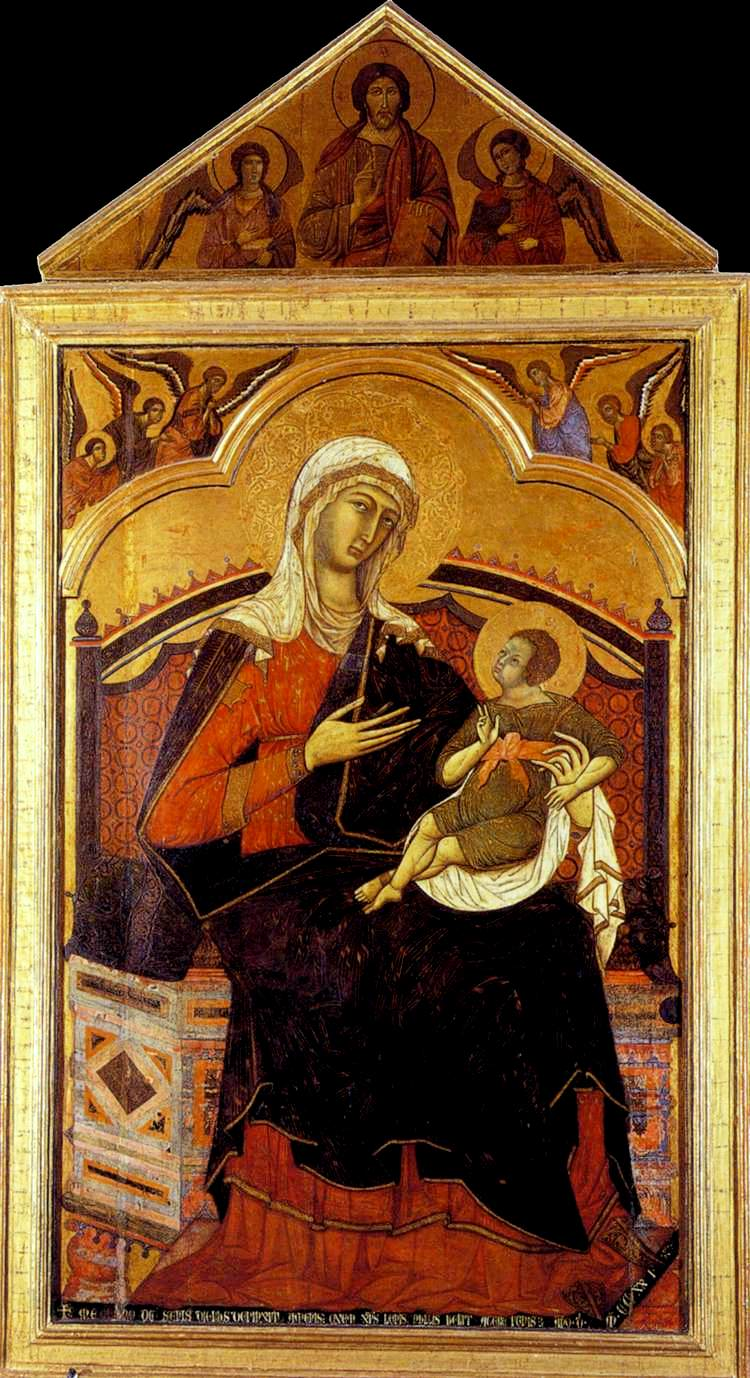
Guido da Siena, Iglesia de San Regolo, Siena. Témpera y oro en panel, 1285-1295
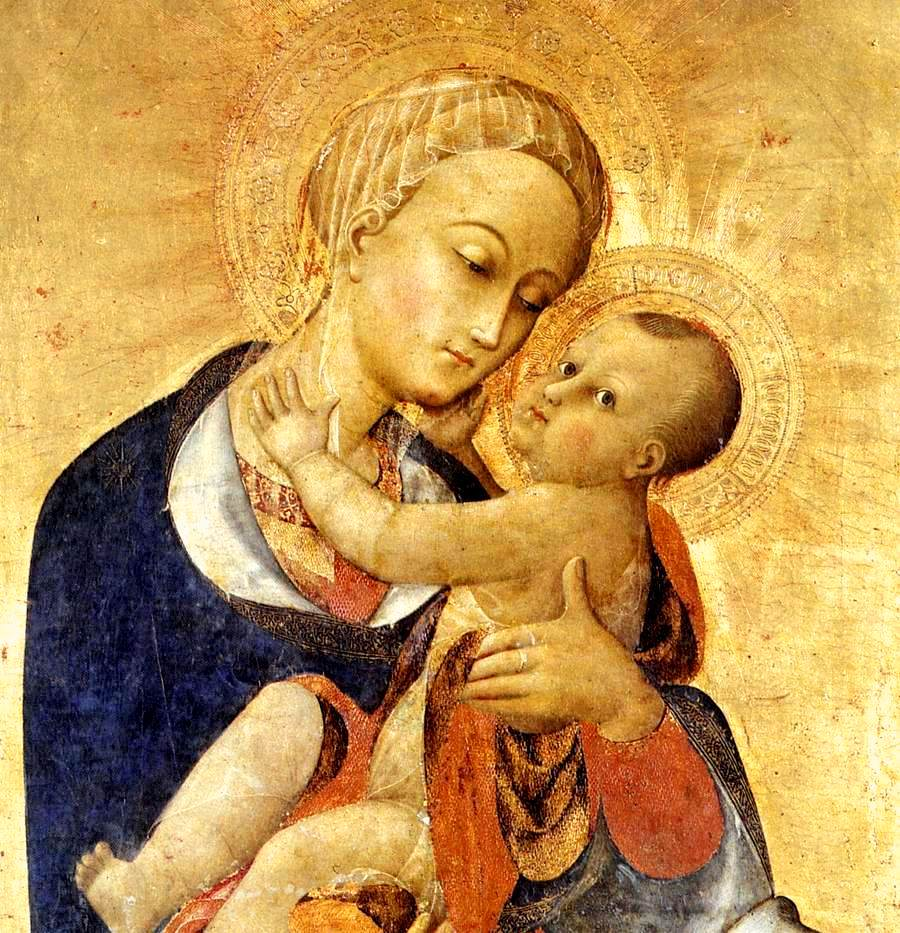
Madonna de Cortona, por Sassetta. Témpera en madera, 1435
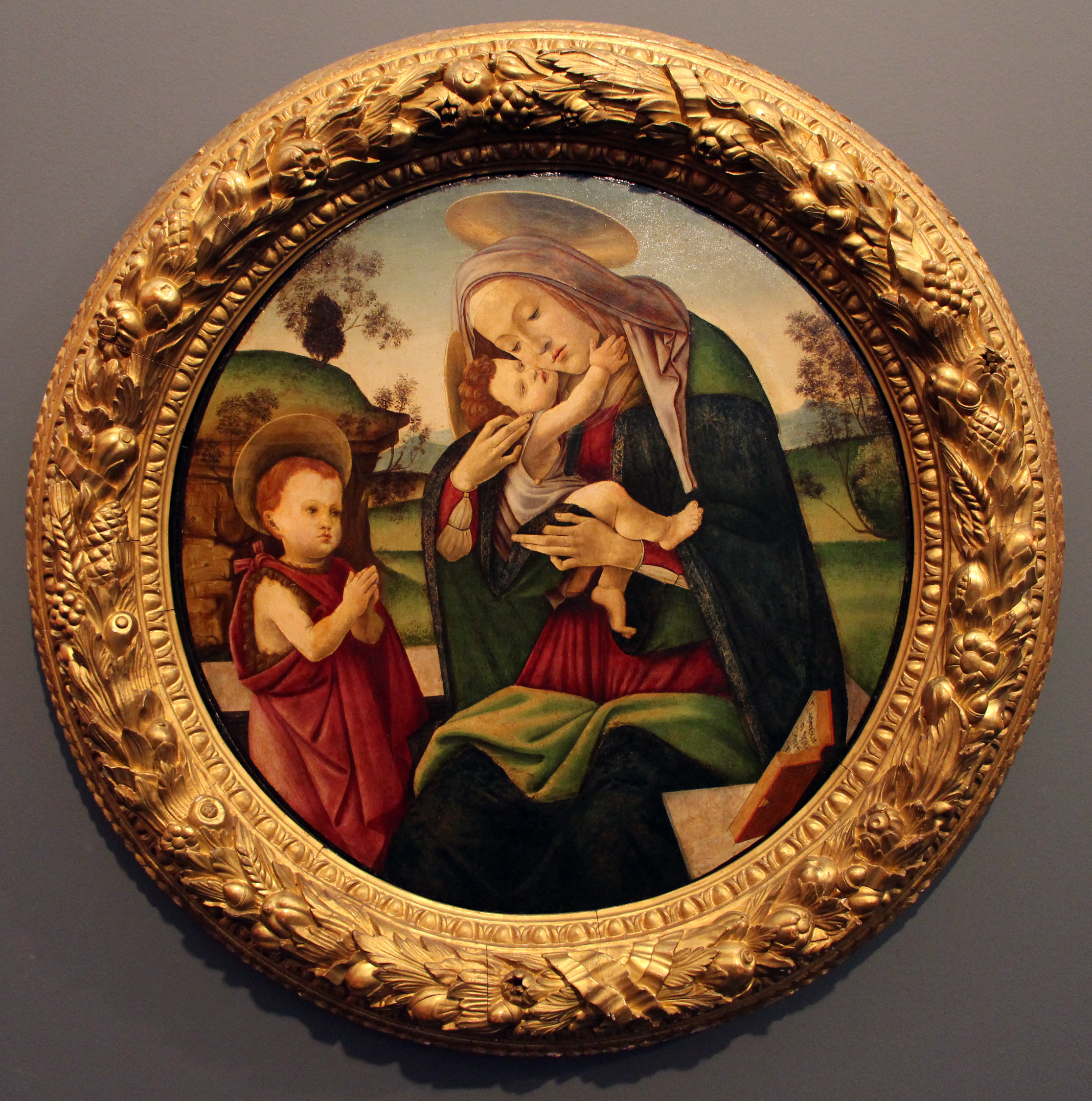
Sandro Botticelli. Témpera sobre panel, 1490-1500
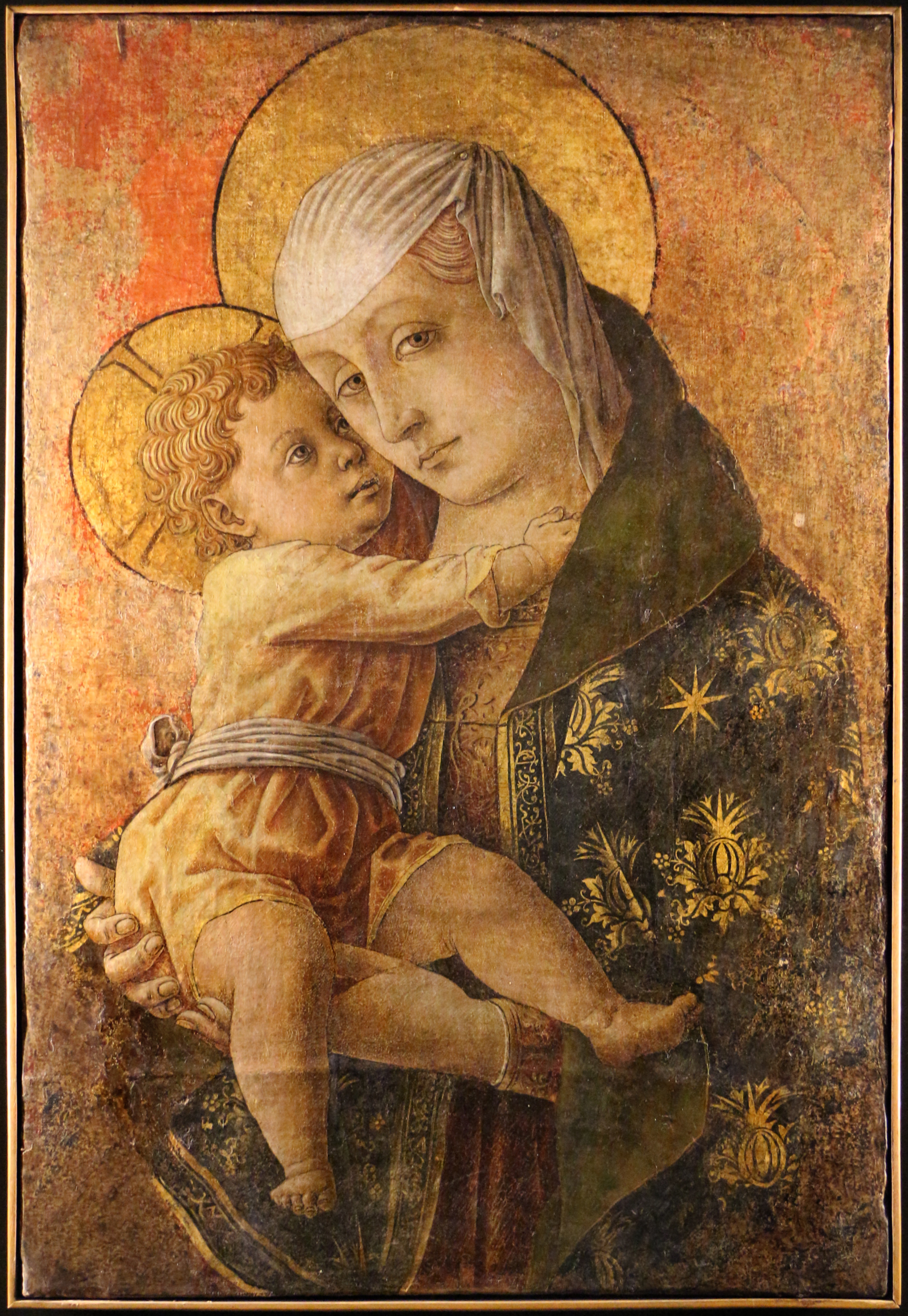
Crivelli. Témpera en madera, transferida a lienzo, 1470
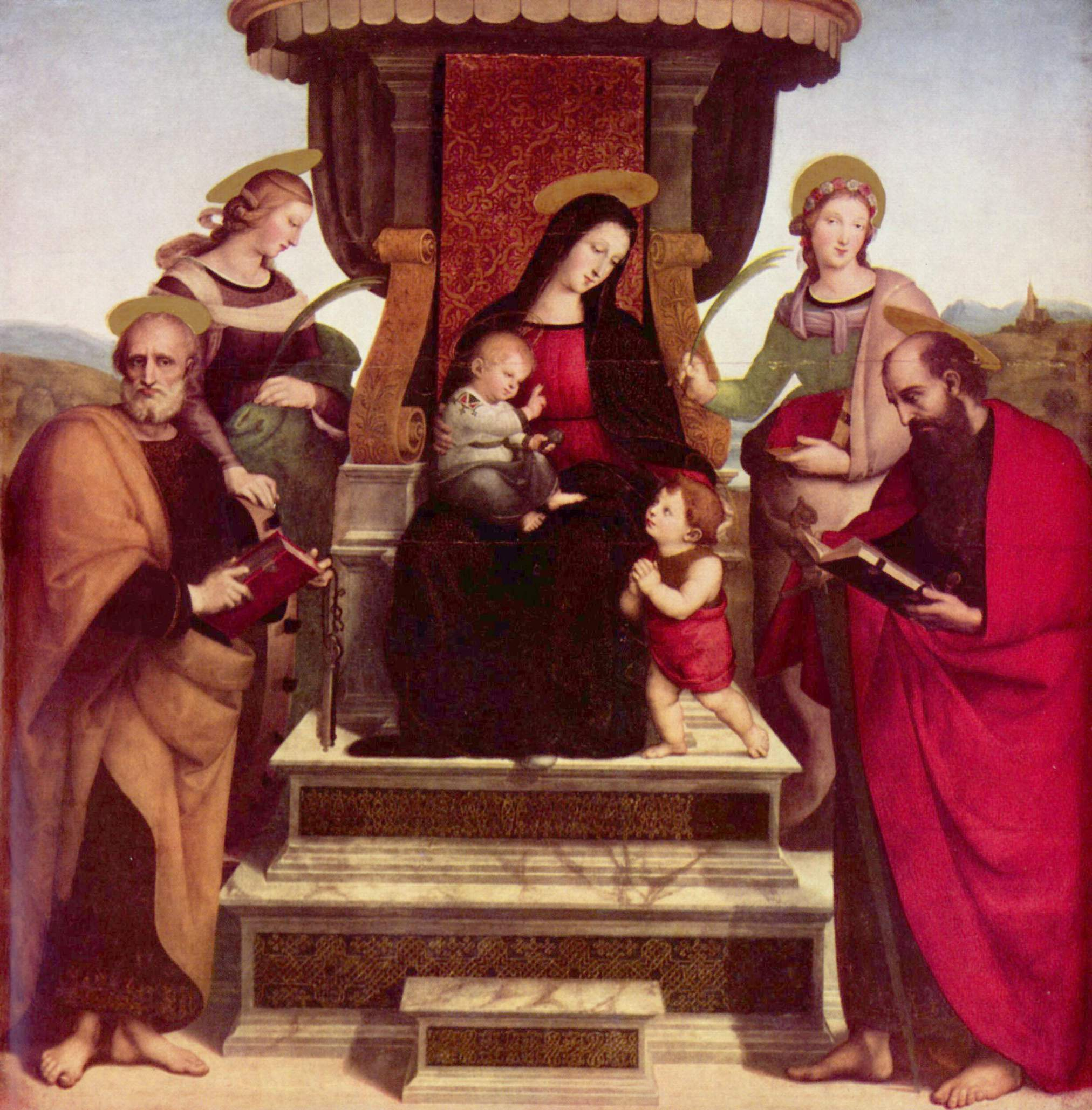
Rafael Sanzio, Témpera y oro en madera, 1503-1505
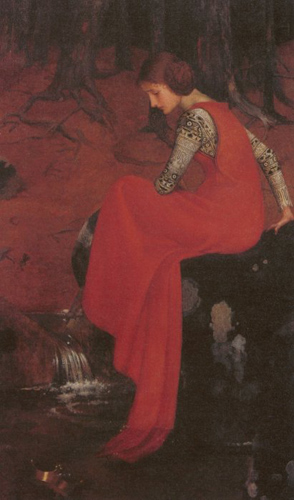
Marianne Stokes, Melisande. Témpera en lienzo, 1895-1898
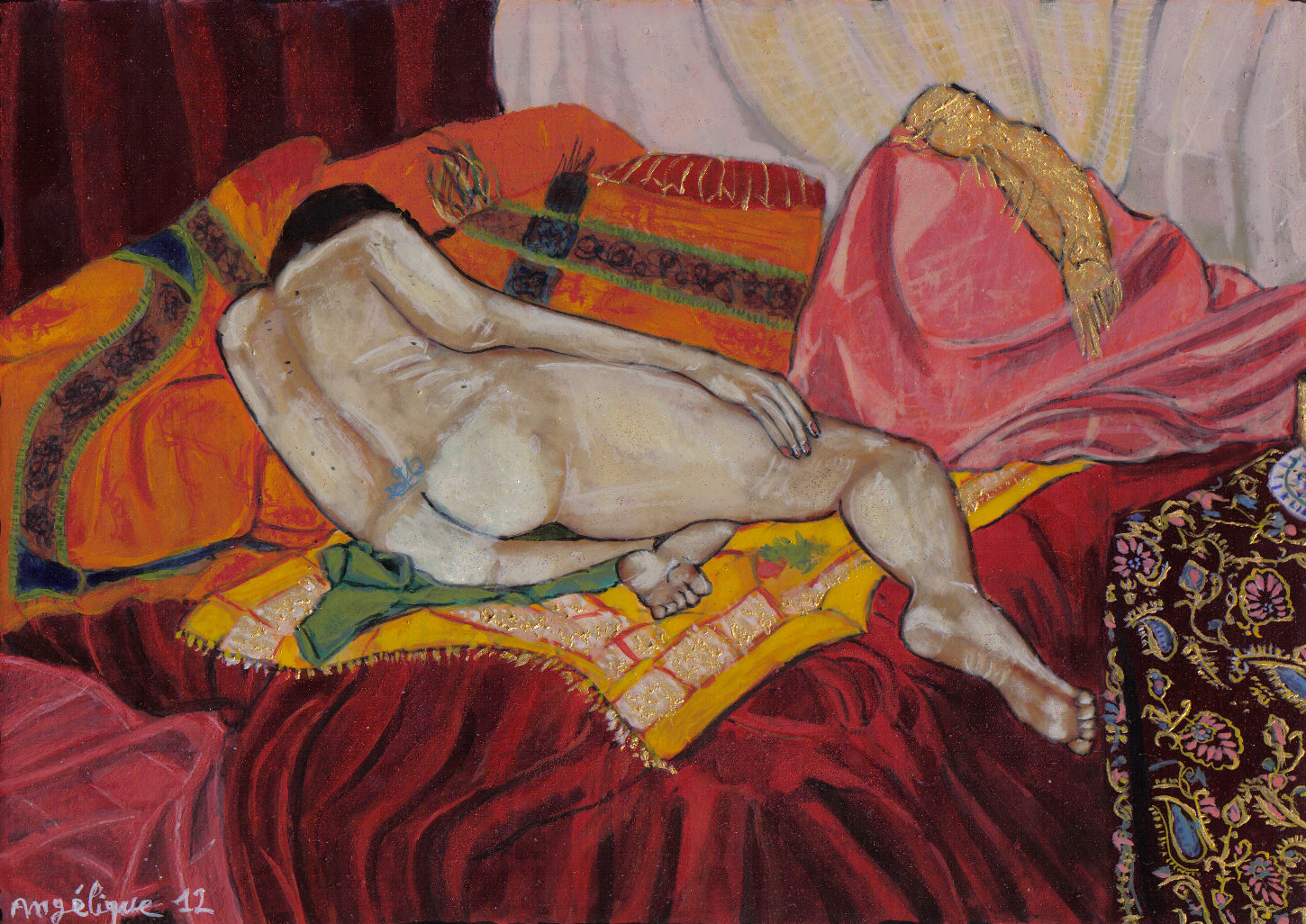
Odalisca. Témpera y oro en panel, 2012